# Valparaíso Cerro Abajo

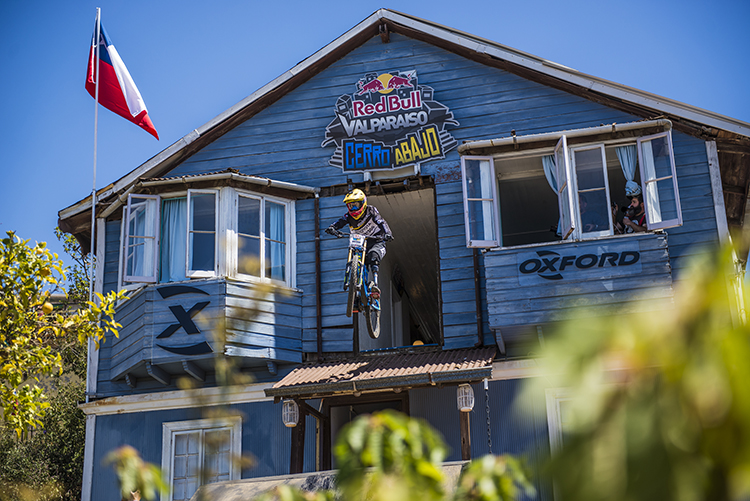
Foto: Adolfo Almarza en Valparaíso Cerro Abajo 2019.

El Red Bull Valparaíso Cerro Abajo es una carrera de ciclismo de montaña, en la modalidad de descenso urbano, que se disputa anualmente en los cerros de la ciudad de Valparaíso, Chile. La competencia tiene su punto de partida en la parte alta del cerro Cárcel, y recorre cerca de 2 kilómetros cuesta abajo hasta llegar a la meta en la plaza Aníbal Pinto, en el plan de la ciudad.
La competencia fue creada por un grupo de aficionados liderados por Víctor Heresmann y Nicolás Barros, originalmente como una actividad promocional para la revista de ciclismo Contrapedal, y su primera edición, que contó con 28 participantes, fue celebrada en el año 2003 en los cerros Alegre y Concepción. Con la consolidación de la prueba a través de los años, se ha contado con la asistencia de atletas de una veintena de países y en general la grilla de partida se compone mayoritariamente por extranjeros. Por motivos de seguridad y brevedad en el desarrollo para causar la menor disrupción posible al tránsito local, la prueba ha sido con ingreso por invitación desde su primera edición
Valparaíso Cerro Abajo fue el primer evento chileno de Mountain Bike en ser integrado al ranking mundial de la especialidad por el órgano rector del ciclismo, la Unión Ciclista Internacional. Este hito se dio con motivo de la tercera edición de Valparaíso Cerro Abajo, en febrero del 2005.
Transmite RedBull TV vía streaming y TVN por señal abierta.

## Relevancia
El presente campeón correspondiente al año 2025 es el rider checo Tomáš Slavík con un tiempo de 02 min. y 18 seg. en descenso urbano.

## Palmarés de Campeonas y Campeones
| N° Edición | Año  | Campeona                                      | Campeón                                       | Pista Urbana                                  |
| ---------- | ---- | --------------------------------------------- | --------------------------------------------- | --------------------------------------------- |
| 1°         | 2003 |                                               | Sebastián Vásquez                             | Cerro Alegre Cerro Concepción                 |
| 2°         | 2004 | Bernardita Pizarro                            | Antonio Leiva                                 | Cerro Bellavista                              |
| 3°         | 2005 | Bernardita Pizarro                            | Antonio Leiva                                 | Cerro Cárcel                                  |
| 4°         | 2006 | Bernardita Pizarro                            | Antonio Leiva                                 | Cerro Bellavista                              |
| 5°         | 2007 | Veronica Miranda                              | Cédric Gracia                                 | Cerro Alegre Cerro Concepción                 |
| 6°         | 2008 | Luana Oliveira                                | Antonio Leiva                                 | Cerro Cárcel                                  |
| 7°         | 2009 | Micayla Gatto                                 | Cédric Gracia                                 | Cerro Cárcel                                  |
| 8°         | 2010 | Luana Oliveira                                | Filip Polc                                    | Cerro Cárcel                                  |
| 9°         | 2011 |                                               | Filip Polc                                    | Cerro Cárcel                                  |
| 10°        | 2012 | Luana Oliveira                                | Mauricio Acuña                                | Cerro Cárcel                                  |
| 11°        | 2013 |                                               | Marcelo Gutiérrez                             | Cerro Cárcel                                  |
| 12°        | 2014 |                                               | Filip Polc                                    | Cerro Cárcel                                  |
| 13°        | 2015 |                                               | Filip Polc                                    | Cerro Alegre Cerro Miraflores                 |
| 14°        | 2016 |                                               | Johannes Fischbach                            | Cerro Alegre Cerro Cárcel                     |
| 15°        | 2017 |                                               | Tomáš Slavík                                  | Cerro Alegre Cerro Cárcel                     |
| 16°        | 2018 |                                               | Tomáš Slavík                                  | Cerro Alegre Cerro Cárcel                     |
| 17°        | 2019 |                                               | Pedro Ferreira                                | Cerro Alegre Cerro Cárcel                     |
| —          | 2020 | Edición Cancelada por: "Estallido social"     | Edición Cancelada por: "Estallido social"     | Edición Cancelada por: "Estallido social"     |
| —          | 2021 | Edición Cancelada por: "Pandemia de COVID-19" | Edición Cancelada por: "Pandemia de COVID-19" | Edición Cancelada por: "Pandemia de COVID-19" |
| 18°        | 2022 |                                               | Pedro Ferreira                                | Cerro Alegre Cerro Cárcel                     |
| 19°        | 2023 |                                               | Tomáš Slavík                                  | Cerro Alegre Cerro Cárcel                     |
| 20°        | 2024 |                                               | Lucas Borba                                   | Cerro Alegre Cerro Cárcel                     |
| 21°        | 2025 |                                               | Tomáš Slavík                                  | Cerro Cárcel Plaza Aníbal Pinto               |

## Palmarés por países
| Países          | Números y años de Campeonatos                                                                              |
| --------------- | --- |
| Chile           | - 12 títulos Mujeres: (2004, 2005, 2006 y 2007) Hombres: (2003, 2004, 2005, 2006, 2008, 2012, 2019 y 2022) |
| República Checa | - 4 títulos Hombres: (2017, 2018, 2023 y 2025)                                                             |
| Eslovaquia      | - 4 títulos Hombres: (2010, 2011, 2014 y 2015)                                                             |
| Brasil          | - 4 títulos Mujeres: (2008, 2010 y 2012) Hombres: (2024)                                                   |
| Francia         | - 2 títulos Hombres: (2007 y 2009)                                                                         |
| Alemania        | - 1 título Hombres: (2016)                                                                                 |
| Canadá          | - 1 título Mujeres: (2009)                                                                                 |
| Colombia        | - 1 título Hombres: (2013)                                                                                 |